# Xã Hickey, Quận Johnson, Arkansas
Xã Hickey (tiếng Anh: Hickey Township) là một xã thuộc quận Johnson, tiểu bang Arkansas, Hoa Kỳ. Năm 2010, dân số của xã này là 419 người.